# Сасумата

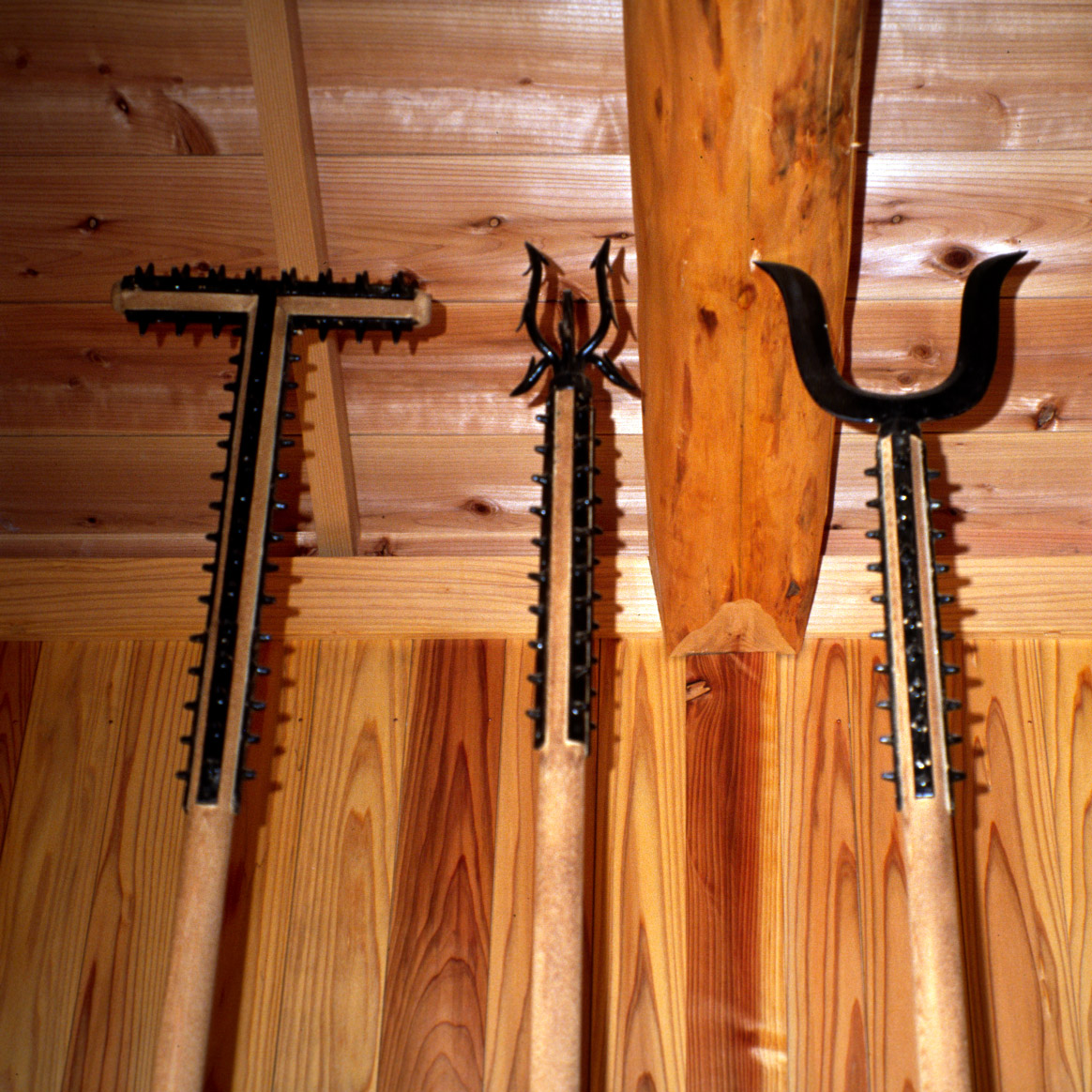
Цукубо, содегарамі, сасумата

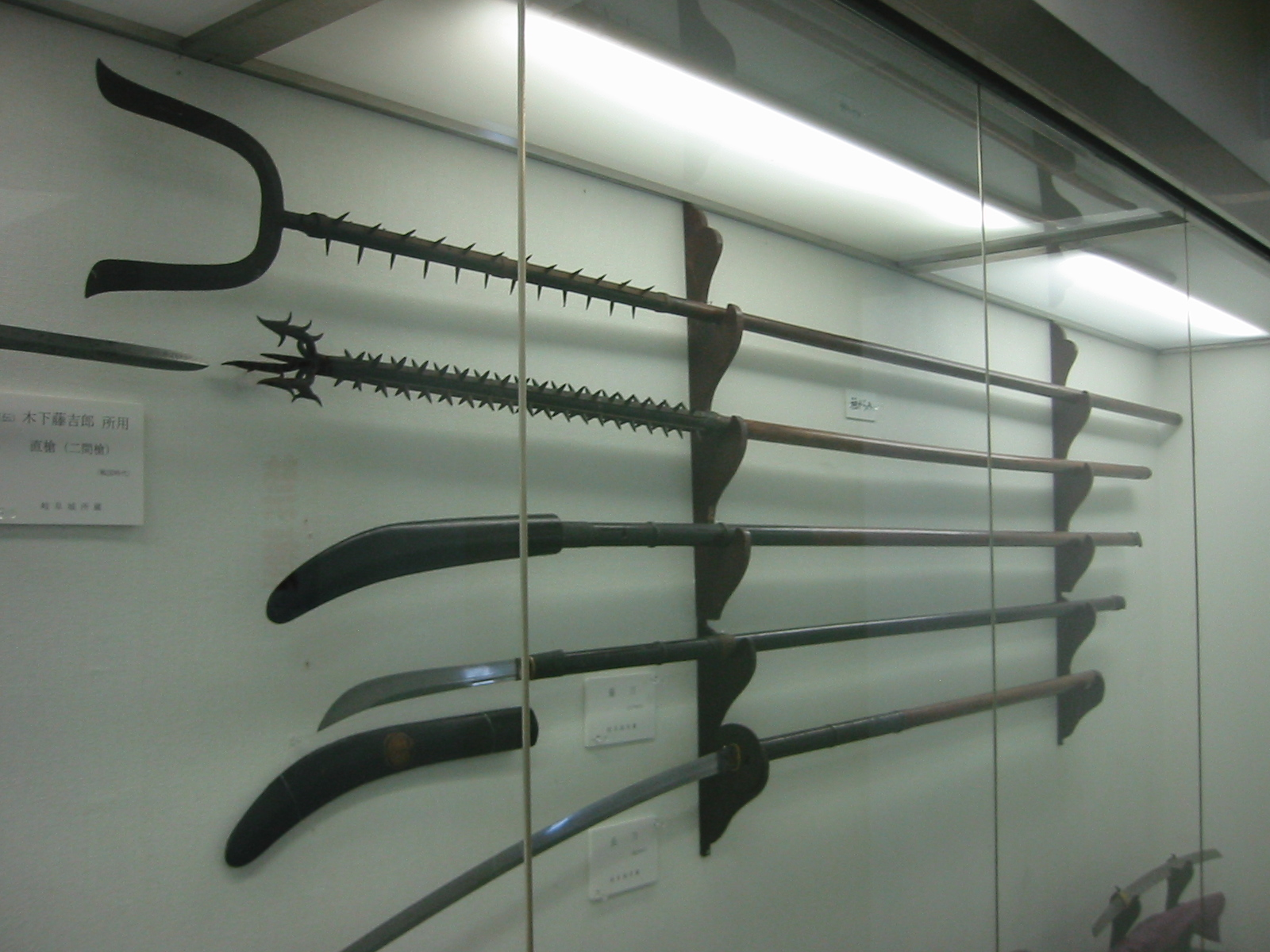
Сасумата, содегарами, дві нагінати та нагамаки

Сасумата (яп. 刺股) — японський бойовий рогач, а також засіб пожежогасіння. Складався з рогача уплощенного по площині рукояті наконечника, насадженого на дерев'яний, нерідко посилений металом держак довжиною близько двох метрів.

## Історія
Хоча деякі джерела відносять появу сасумат до періоду Муроматі, більшість джерел згадують їх застосування в період Едо, коли до відповідальності самураїв віднесли правоохоронні операції. У цей період поліцейські-самураї для затримання злочинців та доставлення їх до суду почали використовувати різні види зброю нелетальної дії.
Поряд із содегарами та цукубо сасумати застосовувалися поліцією для затримання злочинців. Наконечником намагалися зловити зброю супротивника або придавити ногу, шию чи суглоб, або зачепити частину одягу, щоб затримати його, поки решта поліцейських не зловить затриманого і зв'яже його. На держаку робилися шипи, щоб противник не міг ухопитися за нього.

## Пожежогасіння
Існували версії інструменту, призначені для пожежогасіння, аналогічно тобігуті (баграм хікесі), вони відомі як текякусан, ринкаку, тецубара та токікама. Аналоги зі схожою роллю при пожежах відомі в Китаї під назвою чанцзяоцянь, а іноді чагань чи хоча. Сасумата та подібні інструменти використовувалися пожежними для демонтажу палаючих будівель та підйому сходів.

## У наш час
Сасумати досі час від часу застосовують у Японії як поліцією, і звичайними людьми, як персональний інструмент для самооборони. Сучасні зразки сасумат не мають лез або шипів і, зазвичай, виготовлені з алюмінію. Сучасні маркетологи позиціонують використання сасумати, як засіб на розповсюджені страхи у суспільстві, пов'язані з нападами на школи. Зростаюча кількість повідомлень про насильницькі вторгнення змусило багато японських шкіл придбати сасумати, щоб вчителі могли з їх допомогою захистити себе та учнів у разі нападу та затримати потенційну загрозу до прибуття правоохоронців.
У листопаді 2023 року працівник ювелірного магазину в Токіо використав сасумату, щоб відігнати трьох грабіжників у мотоциклетних шоломах, що викликало інтерес у всій країні та збільшило продажі цієї зброї нелетальної дії.

## Галерея

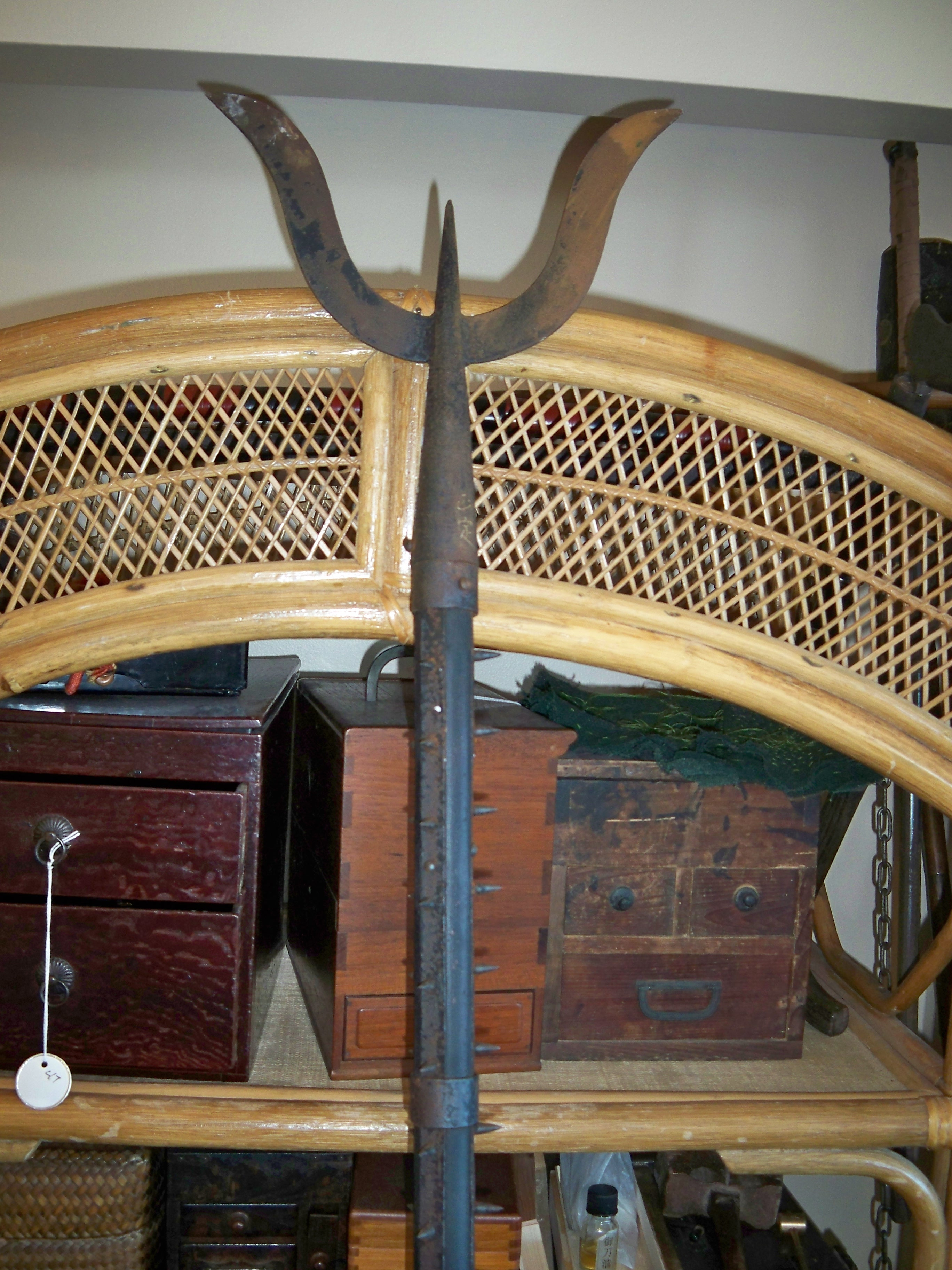
Сасумата періоду Едо, що застосовувалася для упіймання злочинців та стримування натовпів
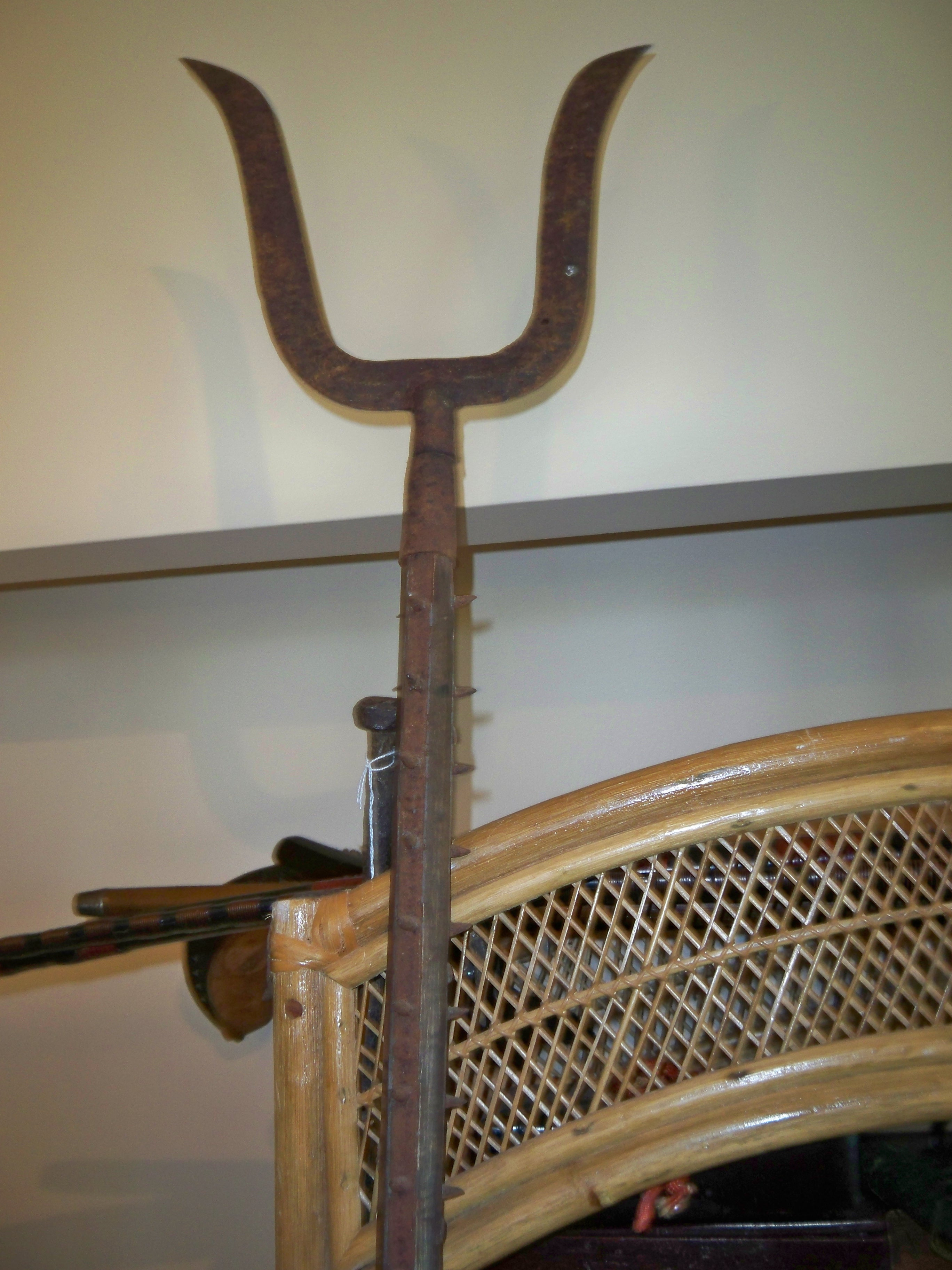
Сасумата періоду Едо
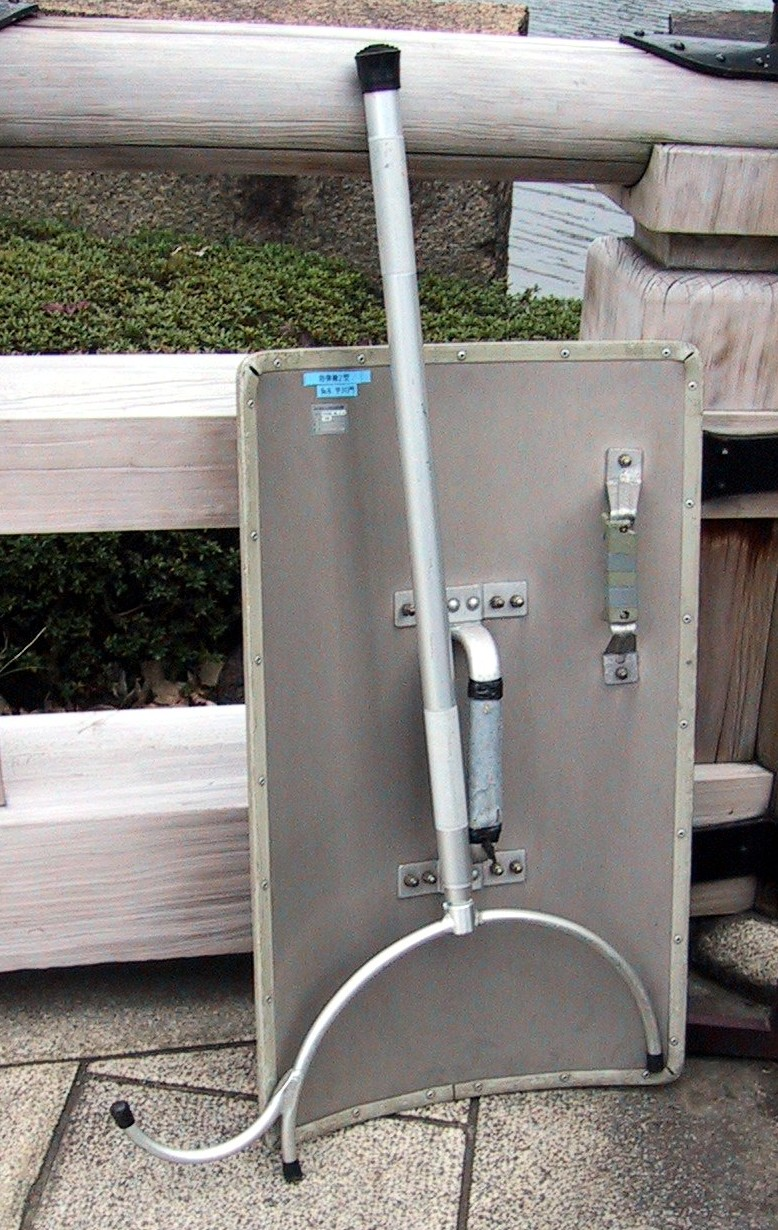
Сучасна сасумата